# 交際経験
交際経験（こうさいけいけん）とは、主に恋愛などの男女関係における体験内容や、具体的な性行為の相手となった人数などを指す俗語である。

## 概要
交際経験（こうさいけいけん）広義には恋愛における男女間のあらゆる経験を指すが、一般的にはセックスの体験内容やその際に相手となった過去の人数をカウントする場合などに使用する言葉と思ってよい。従って、交際経験の豊富な人間は、同時に恋愛やセックスの経験も豊富であると看做されることが多い。なお、女性の交際経験は「男性経験」、男性の交際経験は「女性経験」などとも言う。
純愛やプラトニック・ラブ、片想いなどといった、身体が接触することのない男女関係の場合は交際経験に該当しにくくなると思ってよい。ただし、それらも全て含めた総称として「恋愛経験」と言う場合がある。また、「交際経験がない」「男性経験がない」「女性経験がない」ということであれば、男女双方の了解に基く一般的な「恋愛経験がない」ということを意味する場合が多い。
一般的に、金銭の授受がある売春や風俗、援助交際などは、交際経験に該当しないと認識される場合が多い。また、特に基準があるわけではないが、短期間の交際は該当しないと認識される場合も多く、ある程度の継続した交際期間と信頼できる恋愛感情が男女双方から認識された時点で使用する傾向がある。
ただし、男性経験や女性経験の場合は、仮に1回だけであっても単純に過去のセックスの人数や回数を指しているような場合がある。
なお、単独行為で性欲処理などが主な目的となるオナニーの場合は、交際経験・女性経験・男性経験・恋愛経験の何れにも含まないと看做される場合が多い。